# Лёфгрен, Свен
Свен Халфар Лёфгрен (швед. Sven Halvar Löfgren; 1 марта 1910 — 19 июня 1978) — шведский врач. Известен благодаря синдрому Лёфгрена. Первым описал комбинацию двусторонней внутригрудной лимфаденопатии и узловатой эритемы как признак острого саркоидоза, впоследствии названной его именем.

## Биография
Учился в Каролинском институте в Стокгольме, где и защитил свою диссертацию в 1946 году. Врачебной практикой занимался в Госпитале Святого Георгия.